# Saint-Morel

Saint-Morel este o comună în departamentul Ardennes din nordul Franței. În 1 ianuarie 2022 avea o populație de 181 de locuitori.